# Goudrugdoodshoofdaapje
Het goudrugdoodshoofdaapje (Saimiri ustus)  is een zoogdier uit de familie van de kapucijnapen en doodshoofdaapjes (Cebidae). De wetenschappelijke naam van de soort werd voor het eerst geldig gepubliceerd door I. Geoffroy in 1843.

## Voorkomen
De soort komt voor in Brazilië.